# Luis Suárez
För andra betydelser, se Luis Suárez (olika betydelser).
Artikeln följer den spanska namnseden; faderns efternamn är Suárez och moderns efternamn Díaz.
Luis Alberto Suárez Díaz, född den 24 januari 1987 i Salto, är en uruguayansk professionell fotbollsspelare som spelar som anfallare för Inter Miami samt Uruguays landslag. Suárez, av många ansedd som en av de främsta anfallarna i världen, har i sin karriär gjort över 500 mål för klubb- och landslag.
I sin tidigare klubb FC Barcelona gjorde han 198 officiella mål. Detta gör honom till den tredje bästa målgöraren i klubbens historia.
Suárez har en äldre bror, Paolo Suárez, som också spelar fotboll. Han spelar för den salvadoranska fotbollsklubben Isidro Metapán.

## Klubbstatistik
| Klubb                                                      | Säsong            | Inhemsk liga      | Inhemsk liga | Inhemsk liga | Nat. täv. | Nat. täv. | Internat. täv. | Internat. täv. | Totalt | Totalt |
| Klubb                                                      | Säsong            | Serie             | SM           | Mål          | SM        | Mål       | SM             | Mål            | SM     | Mål    |
| ---------------------------------------------------------- | ----------------- | ----------------- | ------------ | ------------ | --------- | --------- | -------------- | -------------- | ------ | ------ |
| Nacional                                                   | 2005–06           | 1ª División       | 27           | 10           | 4         | 2         | 3              | 0              | 34     | 12     |
| Nacional                                                   | Totalt i klubblag | Totalt i klubblag | 27           | 10           | 4         | 2         | 3              | 0              | 34     | 12     |
| Groningen                                                  | 2006–07           | Eredivisie        | 29           | 10           | 6         | 6         | 2              | 1              | 37     | 17     |
| Groningen                                                  | Totalt i klubblag | Totalt i klubblag | 29           | 10           | 6         | 6         | 2              | 1              | 37     | 17     |
| Ajax                                                       | 2007–08           | Eredivisie        | 33           | 17           | 7         | 4         | 4              | 1              | 44     | 22     |
| Ajax                                                       | 2008–09           | Eredivisie        | 31           | 22           | 2         | 1         | 10             | 5              | 43     | 28     |
| Ajax                                                       | 2009–10           | Eredivisie        | 33           | 35           | 6         | 8         | 9              | 6              | 48     | 49     |
| Ajax                                                       | 2010–11           | Eredivisie        | 13           | 7            | 2+1       | 1+0       | 8              | 4              | 24     | 12     |
| Ajax                                                       | Totalt i klubblag | Totalt i klubblag | 110          | 81           | 18        | 14        | 31             | 16             | 159    | 111    |
| Liverpool                                                  | 2010–11           | Premier League    | 13           | 4            | 0         | 0         | 0              | 0              | 13     | 4      |
| Liverpool                                                  | 2011–12           | Premier League    | 31           | 11           | 4+4       | 3+3       | 0              | 0              | 39     | 17     |
| Liverpool                                                  | 2012–13           | Premier League    | 33           | 23           | 2+1       | 2+1       | 8              | 4              | 44     | 30     |
| Liverpool                                                  | 2013–14           | Premier League    | 33           | 31           | 3+1       | 0         | 0              | 0              | 37     | 31     |
| Liverpool                                                  | Totalt i klubblag | Totalt i klubblag | 110          | 69           | 15        | 9         | 8              | 4              | 133    | 82     |
| Barcelona                                                  | 2014–15           | La Liga           | 27           | 16           | 6         | 2         | 10             | 7              | 43     | 25     |
| Barcelona                                                  | 2015–16           | La Liga           | 35           | 40           | 4         | 5         | 9              | 8              | 48     | 53     |
| Barcelona                                                  | 2016–17           | La Liga           | 35           | 29           | 6         | 4         | 9              | 3              | 50     | 36     |
| Barcelona                                                  | 2017–18           | La Liga           | 33           | 25           | 6         | 5         | 10             | 1              | 49     | 31     |
| Barcelona                                                  | 2018–19           | La Liga           | 33           | 21           | 5         | 3         | 10             | 1              | 48     | 25     |
| Barcelona                                                  | 2019–20           | La Liga           | 2            | 2            | 0         | 0         | 0              | 0              | 2      | 2      |
| Barcelona                                                  | Totalt i klubblag | Totalt i klubblag | 165          | 133          | 27        | 19        | 48             | 20             | 240    | 172    |
| Antal matcher och mål är korrekt per den 14 september 2019 |                   |                   |              |              |           |           |                |                |        |        |

## Klubbkarriär

### Nacional
Suárez första klubb var Nacional i Uruguay, där han gjorde 10 mål på 27 matcher under sin första säsong i en professionell liga. Han hade tidigare spelat för ungdomslaget sedan 1998 och debuterade för seniorlaget den 3 maj 2005 i en match mot Junior Barranquilla i Copa Libertadores 2005. Han gjorde sitt första mål nästan fyra månader efter sin debut, den 10 september 2005. Han vann här sin första titel, ligamästare i Primera División 2005/2006.

### Groningen
Den nederländska klubben FC Groningen köpte honom för 800 000 euro inför säsongen 2006/2007. Där gjorde han totalt 17 mål på 37 matcher.

### Ajax
Den 9 augusti 2007 köpte den nederländska klubben Ajax Suárez från FC Groningen för en summa av 7,5 miljoner euro. Kontrakt skrevs fram till den 30 juni 2012, som senare blev förlängt till juni 2013. Hans första säsong med Ajax blev lyckad för hans egen del och han gjorde 17 mål på 33 ligamatcher.
Säsongen 2009/2010 gjorde Suárez 35 mål i Eredivisie, och blev därmed spelaren med flest mål i ligan och i Europa. Han tangerade, med sina 35 mål, målrekordet för utlänningar under en säsong i Eredivsie. Han var inte enbart en utpräglad målskytt utan bidrog även till Ajax segrar med sina målgivande passningar. Han utsågs för sina insatser till årets fotbollsspelare i Nederländerna. Den 28 juli 2010 gjorde han sitt 100:e mål för Ajax med en cykelspark mot PAOK FC i kvalspelet till Champions League 2010/2011. Andra spelare som har gjort 100 mål för klubben är Johan Cruyff, Marco van Basten, och Dennis Bergkamp.
Liverpool

#### Säsongen 2010/2011

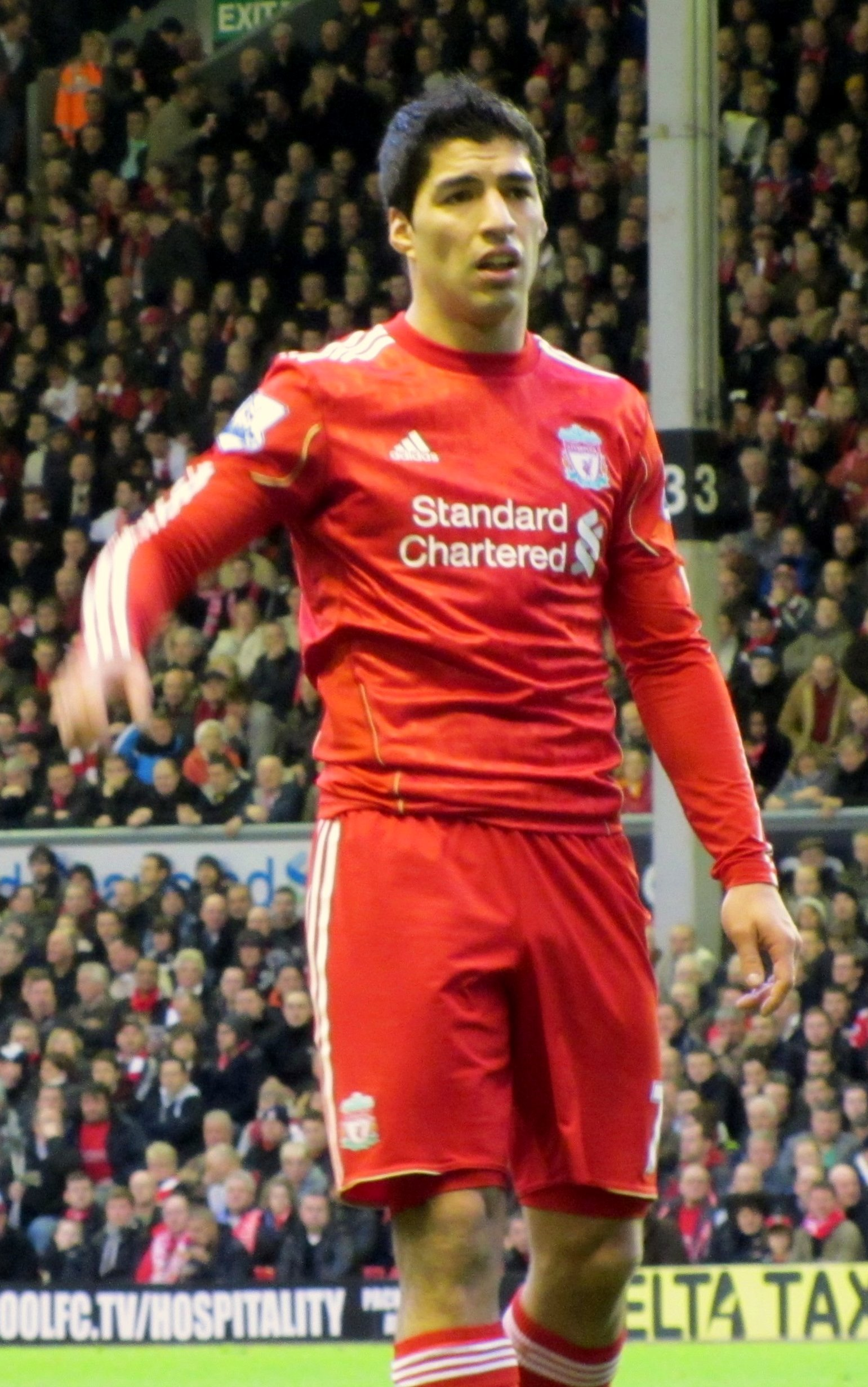
Suárez i Liverpools dräkt 2011.

Den 28 januari 2011 bekräftade Ajax på sin webbplats att man kommit överens med Liverpool om en övergång av Suárez. Den 29 januari 2011 bekräftade Liverpool att Suárez hade klarat den obligatoriska läkarundersökningen. Den 31 januari bekräftade Liverpool på sin officiella webbplats att övergången var helt klar. Han skrev på ett kontrakt på 5,5 år och övergångssumman landade på 26,5 miljoner euro, motsvarande cirka 233,5 miljoner kronor. Kontraktet varar fram till juni 2016. Suárez blev då den dyraste spelaren i Liverpools historia fram till Andy Carrolls övergångssumma, vars kontrakt skrevs under ett par timmar efter Suárez kontraktpåskrift.
Den 2 februari 2011 gjorde Suárez sin debut och sitt första mål i Liverpooltröjan i en match mot Stoke. I den 78:e minuten rundade han målvakten Asmir Begović och sköt ett skott längs marken som Stokeförsvararen Andy Wilkinson glidtacklade in i eget mål när han skulle rensa. Målet klassades dock inte som ett självmål och Suárez fick det sig tilldömt.
Den 6 mars 2011 i Liverpools 3–1-vinst mot Manchester United gjorde Suárez en fenomenal dribblingsräd i Uniteds straffområde när han tog sig förbi fyra spelare på en mycket liten yta och passade in bollen mot mål där Dirk Kuyt kunde stöta in bollen i ett öppet mål. Man sade efter matchen att Kuyt "stal" Suárez mål eftersom bollen skulle gått in oavsett om Kuyt hade rört den eller inte. Kuyt gjorde för övrigt alla Liverpools mål i matchen.
Suárez första hela säsong (2011/2012) i Liverpool började på bästa sätt. Även om han missade en straff i premiären mot Sunderland revanscherade han sig genom att göra Liverpools enda mål i matchen. Han avgjorde även säsongens andra match med sitt 2-0-mål mot Arsenal.
Luis gjorde sitt första hattrick för Liverpool den 28 april 2012. Det var i en bortamatch mot Norwich i Premier League. Det tredje målet var ett långskott från halva planen över Norwichs målvakt och därigenom säkrade han sitt första hattrick för klubben.
Han första trofé i Liverpool blev Engelska Ligacupen 2011/2012.

#### Säsongen 2011–12
Den 7 augusti 2012 skrev Suárez ett nytt kontrakt med Liverpool. I ligamatchen mot Norwich City gjorde han ett hat-trick, en bedrift han lyckades med mot motståndaren den föregående säsongen.

##### Incidenten med Evra 2011
I oktober 2011 i en match mellan Liverpool och Manchester United hamnade Suárez i en dispyt med Patrice Evra. Suárez ska ha använt rasistiska tillmälen vid upprepade tillfällen, varpå Evra blev förbannad och försökte uppmärksamma domaren på detta. Efter matchen gick Evra ut och anklagade Suárez för rasistiska övergrepp mot honom vilket fotbollsförbundet FA fångade upp och ville göra vidare undersökning för att se om det verkligen var sant. Efter många om och men kom FA med ett slutgiltigt beslut som innebar att Suárez blev avstängd i åtta matcher i ligaspelet samt 430 000 SEK i böter för att ha använt rasistiska tillmälen mot Evra. Som svar på detta från Suárez kom ett erkännande att han ska ha sagt negro till Evra, men att det inte var menat som förolämpande.
Den 11 februari 2012 möttes Evra och Suárez igen på planen. Vid ceremonin där spelarna tar varandra i handen gick Suárez förbi Evra utan att skaka hand, detta gjorde Evra irriterad, varpå han drog i Suárez arm, och som respons på detta vägrade Rio Ferdinand, vars bror Anton Ferdinand samma säsong utsats för rasism, att skaka hand med Suárez. Detta skapade en hatisk atmosfär på arenan. Vid matchens slut svarade Evra genom att håna Suárez, då han sprang fram till hemmafansen och firade, mitt framför ögonen på Suárez.

#### Säsongen 2012–13
Den 2 mars 2013 gjorde Suárez ett hattrick mot Wigan. Han blev då den tredje spelaren (tidigare Robbie Fowler och Fernando Torres) i Liverpools historia som hade lyckats göra över 20 ligamål under en säsong.

#### Säsongen 2013–14
Den 31 maj ville Suárez lämna klubben efter sommaruppehållet på grund av de brittiska mediernas trakasserier och intrång i hans privatliv. Ian Ayre gick ut i media den 26 juli och sa att Suárez inte fick säljas oavsett pris.
Den 6 augusti, efter att Liverpool hade nekat ett bud på £40 000 001 från Arsenal, gick Suárez återigen ut i media och visade sitt missnöje med klubbens vilja att inte släppa honom. Han påstod att hade fått ett löfte om att klubben skulle låta honom gå till en annan klubb om Liverpool inte kvalificerade sig till Uefa Champions League 2013/2014. Suárez trodde att detta stod med i klausul i kontraktet, som senare visade sig inte stämma.
Suárez spelade sin första ligacupmatch för säsongen den 25 september 2013. Han missade fem ligamatcher och en ligacupmatch då han avtjänade en avstängning på sex matcher från föregående säsongs incident med bettet mot Chelseaspelaren Branislav Ivanović (som resulterade i totalt tio matcher lång avstängning). Fyra dagar senare, den 29 september, spelade han sin första match i ligan för säsongen.
Den 26 oktober gjorde han sin fjärde hattrick i Premier League, varav det första på Anfield, mot West Bromwich Albion. Enligt brittiska BBC gjorde han en hattrick var 20,3 ligamatch. Den 4 december gjorde han sin femte hattrick i ligan mot Norwich City. Han blev då den förste spelaren i Premier Leagues historia som gjorde tre hattrick mot ett och samma lag. Elva dagar senare, den 15 december, ligadebuterade Suárez som lagkapten för Liverpool. Han hade tidigare lett laget i en FA-cupmatch.
Den 16 december blev Suárez utnämnd till Årets Spelare av Football Supporters' Federation.

### Barcelona
Den 11 juli 2014 bekräftade FC Barcelona att de köpt Suárez för 75 miljoner pund, motsvarande drygt 870 miljoner svenska kronor. Han gjorde sin debut den 25 oktober 2014 mot Real Madrid, där han assisterade Neymar till 1–0-målet. Dock förlorade Barcelona mötet med 3–1 och Suárez bytes ut tidigt i andra halvlek. Den 22 mars 2015 (debutsäsongen i laget) gjorde han det avgörande målet i 2–1-matchen på Camp Nou mot Real Madrid.
Suárez spelade i Barcelona till och med säsongen 2019-2020.

### Atletico Madrid
Suárez började därefter spela i spanska Atlético Madrid, ännu ett lag i La Liga. Han spelade två säsonger i Atlético Madrid och lämnade alltså klubben under sommaren 2022.

### Nacional
I juli 2022 återvände Suárez till sin barndomsklubb Nacional i sitt hemland Uruguay.

### Grêmio
Den 31 december 2022 skrev Suárez på ett tvåårskontrakt för brasilianska Grêmio.

## Landslagskarriär

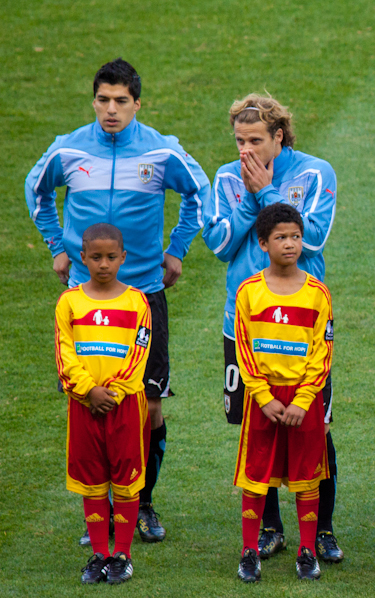
Suárez (vänster) med Diego Forlán

Suárez började sin landslagskarriär i U-20 landslaget under U-20-VM i Kanada. Han debuterade i turneringen den 1 juli 2007 och gjorde sitt första mål i en oavgjord match mot Spanien U-20 som slutade 2–2. Suárez och Edinson Cavani gjorde två mål vardera och dessa var de enda mål laget lyckades göra under turneringen.
Suárez debuterade för seniorlandslaget den 7 februari 2007, i en vänskapslandskamp mot Colombia. Han fick sitt andra gula kort i den 86:e minuten och blev därmed utvisad (automatiskt rött kort).

### VM 2010
I VM 2010 spelade Suaréz i samtliga Uruguays gruppspelsmatcher. I sista gruppspelsmatchen mot Mexiko gjorde han matchens enda mål. Den 26 juni 2010 gjorde Suaréz Uruguays bägge mål i segern över Sydkorea i åttondelsfinalen, som slutade 2–1. I förlängningen av kvartsfinalen mot Ghana räddade han två bollar på mållinjen, ena gången med handen, vilket resulterade i utvisning för Suárez och medförde att han inte fick spela semifinalen mot Nederländerna. Uruguay vann sedan straffläggningen. Han deltog senare i matchen om tredjepriset, som slutade med en 3–2-förlust mot Tyskland.

### Copa América 2011
Suárez blev utsedd till turneringens bäste spelare när Uruguay vann turneringen som spelades i Argentina den 1–24 juli 2011. Han gjorde fyra mål; ett mot Peru i gruppspelet, två mot samma lag i semifinalen och ytterligare ett mål i finalen mot Paraguay.

### VM 2014
Suárez var den spelare som gjorde flest mål under Sydamerikas kvalspel till VM 2014, med 11 gjorda mål. Under VM 2014 missade Suárez den första matchen mot Costa Rica, på grund av en skada i knät. Han gjorde två mål mot England i följande match. 
Han uppmärksammades speciellt efter den sista gruppspelsmatchen mot Italien där han bet den italienska spelaren Giorgio Chiellini i axeln. Fifa stängde efter detta av Suárez i nio landskamper. Han fick inte heller delta i några fotbollsrelaterade aktiviteter på fyra månader. Suárez tvingades även betala 100 000 schweizerfranc, cirka 750 000 SEK, i böter. Avstängningen gjorde att han ej fick delta i Copa América 2015, samt de fyra första matcherna i VM-kvalet 2018.

### Landslagsstatistik
| Kronologisk lista över spelade landskamper – Uruguay | Kronologisk lista över spelade landskamper – Uruguay | Kronologisk lista över spelade landskamper – Uruguay | Kronologisk lista över spelade landskamper – Uruguay | Kronologisk lista över spelade landskamper – Uruguay | Kronologisk lista över spelade landskamper – Uruguay | Kronologisk lista över spelade landskamper – Uruguay | Kronologisk lista över spelade landskamper – Uruguay | Kronologisk lista över spelade landskamper – Uruguay |
| Nr                                                   | Datum                                                | Spelplats                                            | Hemmalag                                             | Resultat                                             | Bortalag                                             | Mål                                                  | Evenemang                                            |                                                      |
| ---------------------------------------------------- | ---------------------------------------------------- | ---------------------------------------------------- | ---------------------------------------------------- | ---------------------------------------------------- | ---------------------------------------------------- | ---------------------------------------------------- | ---------------------------------------------------- | ---------------------------------------------------- |
| 1                                                    | 07/02/2007                                           | Cúcuta, Colombia                                     | Colombia                                             | 1 – 3                                                | Uruguay                                              |                                                      | Träningsmatch                                        |                                                      |
| 2                                                    | 12/09/2007                                           | Johannesburg, Sydafrika                              | Sydafrika                                            | 0 – 0                                                | Uruguay                                              |                                                      | Träningsmatch                                        |                                                      |
| 3                                                    | 13/10/2007                                           | Montevideo, Uruguay                                  | Uruguay                                              | 5 – 0                                                | Bolivia                                              | 1                                                    | VM-kval                                              |                                                      |
| 4                                                    | 17/10/2007                                           | Asunción, Paraguay                                   | Paraguay                                             | 1 – 0                                                | Uruguay                                              |                                                      | VM-kval                                              |                                                      |
| 5                                                    | 18/11/2007                                           | Montevideo, Uruguay                                  | Uruguay                                              | 2 – 2                                                | Chile                                                | 1                                                    | VM-kval                                              |                                                      |
| 6                                                    | 21/11/2007                                           | São Paulo, Brasilien                                 | Brasilien                                            | 2 – 1                                                | Uruguay                                              |                                                      | VM-kval                                              |                                                      |
| 7                                                    | 06/02/2008                                           | Montevideo, Uruguay                                  | Uruguay                                              | 2 – 2                                                | Colombia                                             | 1                                                    | Träningsmatch                                        |                                                      |
| 8                                                    | 25/05/2008                                           | Bochum, Tyskland                                     | Uruguay                                              | 3 – 2                                                | Turkiet                                              | 2                                                    | Träningsmatch                                        |                                                      |
| 9                                                    | 28/05/2008                                           | Oslo, Norge                                          | Norge                                                | 2 – 2                                                | Uruguay                                              | 1                                                    | Träningsmatch                                        |                                                      |
| 10                                                   | 14/06/2008                                           | Montevideo, Uruguay                                  | Uruguay                                              | 1 – 1                                                | Venezuela                                            |                                                      | VM-kval                                              |                                                      |
| 11                                                   | 17/06/2008                                           | Montevideo, Uruguay                                  | Uruguay                                              | 6 – 0                                                | Peru                                                 |                                                      | VM-kval                                              |                                                      |
| 12                                                   | 20/08/2008                                           | Sapporo, Japan                                       | Japan                                                | 1 – 3                                                | Uruguay                                              |                                                      | Träningsmatch                                        |                                                      |
| 13                                                   | 06/09/2008                                           | Bogotá, Colombia                                     | Colombia                                             | 0 – 1                                                | Uruguay                                              |                                                      | VM-kval                                              |                                                      |
| 14                                                   | 10/09/2008                                           | Montevideo, Uruguay                                  | Uruguay                                              | 0 – 0                                                | Ecuador                                              |                                                      | VM-kval                                              |                                                      |
| 15                                                   | 11/10/2008                                           | Buenos Aires, Argentina                              | Argentina                                            | 2 – 1                                                | Uruguay                                              |                                                      | VM-kval                                              |                                                      |
| 16                                                   | 19/11/2008                                           | Saint Denis, Frankrike                               | Frankrike                                            | 0 – 0                                                | Uruguay                                              |                                                      | Träningsmatch                                        |                                                      |
| 17                                                   | 11/02/2009                                           | Tripoli, Libyen                                      | Libyen                                               | 2 – 3                                                | Uruguay                                              |                                                      | Träningsmatch                                        |                                                      |
| 18                                                   | 28/03/2009                                           | Montevideo, Uruguay                                  | Uruguay                                              | 2 – 0                                                | Paraguay                                             |                                                      | VM-kval                                              |                                                      |
| 19                                                   | 01/04/2009                                           | Santiago, Chile                                      | Chile                                                | 0 – 0                                                | Uruguay                                              |                                                      | VM-kval                                              |                                                      |
| 20                                                   | 06/06/2009                                           | Montevideo, Uruguay                                  | Uruguay                                              | 0 – 4                                                | Brasilien                                            |                                                      | VM-kval                                              |                                                      |
| 21                                                   | 10/06/2009                                           | Puerto Ordaz, Venezuela                              | Venezuela                                            | 2 – 2                                                | Uruguay                                              | 1                                                    | VM-kval                                              |                                                      |
| 22                                                   | 12/08/2009                                           | Alger, Algeriet                                      | Algeriet                                             | 1 – 0                                                | Uruguay                                              |                                                      | Träningsmatch                                        |                                                      |
| 23                                                   | 05/09/2009                                           | Lima, Peru                                           | Peru                                                 | 1 – 0                                                | Uruguay                                              |                                                      | VM-kval                                              |                                                      |
| 24                                                   | 09/09/2009                                           | Montevideo, Uruguay                                  | Uruguay                                              | 3 – 1                                                | Colombia                                             | 1                                                    | VM-kval                                              |                                                      |
| 25                                                   | 10/10/2009                                           | Quito, Ecuador                                       | Ecuador                                              | 1 – 2                                                | Uruguay                                              | 1                                                    | VM-kval                                              |                                                      |
| 26                                                   | 14/10/2009                                           | Montevideo, Uruguay                                  | Uruguay                                              | 0 – 1                                                | Argentina                                            |                                                      | VM-kval                                              |                                                      |
| 27                                                   | 14/11/2009                                           | San José, Costa Rica                                 | Costa Rica                                           | 0 – 1                                                | Uruguay                                              |                                                      | VM-kval                                              |                                                      |
| 28                                                   | 18/11/2009                                           | Montevideo, Uruguay                                  | Uruguay                                              | 1 – 1                                                | Costa Rica                                           |                                                      | VM-kval                                              |                                                      |
| 29                                                   | 03/03/2010                                           | Sankt Gallen, Schweiz                                | Schweiz                                              | 1 – 3                                                | Uruguay                                              | 1                                                    | Träningsmatch                                        |                                                      |
| 30                                                   | 26/05/2010                                           | Montevideo, Uruguay                                  | Uruguay                                              | 4 – 1                                                | Israel                                               |                                                      | Träningsmatch                                        |                                                      |
| 31                                                   | 11/06/2010                                           | Kapstaden, Sydafrika                                 | Uruguay                                              | 0 – 0                                                | Frankrike                                            |                                                      | VM 2010                                              |                                                      |
| 32                                                   | 16/06/2010                                           | Pretoria, Sydafrika                                  | Sydafrika                                            | 0 – 3                                                | Uruguay                                              |                                                      | VM 2010                                              |                                                      |
| 33                                                   | 22/06/2010                                           | Rustenburg, Sydafrika                                | Mexiko                                               | 0 – 1                                                | Uruguay                                              | 1                                                    | VM 2010                                              |                                                      |
| 34                                                   | 26/06/2010                                           | Port Elizabeth, Sydafrika                            | Uruguay                                              | 2 – 1                                                | Sydkorea                                             | 2                                                    | VM 2010                                              |                                                      |
| 35                                                   | 02/07/2010                                           | Johannesburg, Sydafrika                              | Uruguay                                              | 1–1 (4–2 str.)                                       | Ghana                                                |                                                      | VM 2010                                              |                                                      |
| 36                                                   | 10/07/2010                                           | Port Elizabeth, Sydafrika                            | Uruguay                                              | 2 – 3                                                | Tyskland                                             |                                                      | VM 2010                                              |                                                      |
| 37                                                   | 08/10/2010                                           | Jakarta, Indonesien                                  | Indonesien                                           | 1 – 7                                                | Uruguay                                              | 3                                                    | Träningsmatch                                        |                                                      |
| 38                                                   | 12/10/2010                                           | Wuhan, Kina                                          | Kina                                                 | 0 – 4                                                | Uruguay                                              |                                                      | Träningsmatch                                        |                                                      |
| 39                                                   | 17/10/2010                                           | Santiago, Chile                                      | Chile                                                | 2 – 0                                                | Uruguay                                              |                                                      | Träningsmatch                                        |                                                      |
| 40                                                   | 29/05/2011                                           | Sinsheim, Tyskland                                   | Tyskland                                             | 2 – 1                                                | Uruguay                                              |                                                      | Träningsmatch                                        |                                                      |
| 41                                                   | 08/06/2011                                           | Montevideo, Uruguay                                  | Uruguay                                              | 1–1 (4–3 str.)                                       | Nederländerna                                        | 1                                                    | Copa Confraternidad                                  |                                                      |
| 42                                                   | 23/06/2011                                           | Rivera, Uruguay                                      | Uruguay                                              | 3 – 0                                                | Estland                                              |                                                      | Träningsmatch                                        |                                                      |
| 43                                                   | 04/07/2011                                           | San Juan, Argentina                                  | Uruguay                                              | 1 – 1                                                | Peru                                                 | 1                                                    | Copa América 2011 (Gruppspel)                        |                                                      |
| 44                                                   | 08/07/2011                                           | Mendoza, Argentina                                   | Uruguay                                              | 1 – 1                                                | Chile                                                |                                                      | Copa América 2011 (Gruppspel)                        |                                                      |
| 45                                                   | 12/07/2011                                           | La Plata, Argentina                                  | Uruguay                                              | 1 – 0                                                | Mexiko                                               |                                                      | Copa América 2011 (Gruppspel)                        |                                                      |
| 46                                                   | 16/07/2011                                           | Santa Fe, Argentina                                  | Argentina                                            | 1–1 (4–5 str.)                                       | Uruguay                                              |                                                      | Copa América 2011 (Kvartsfinal)                      |                                                      |
| 47                                                   | 19/07/2011                                           | La Plata, Argentina                                  | Peru                                                 | 0 – 2                                                | Uruguay                                              | 2                                                    | Copa América 2011 (Semifinal)                        |                                                      |
| 48                                                   | 24/07/2011                                           | Buenos Aires, Argentina                              | Uruguay                                              | 3 – 0                                                | Paraguay                                             | 1                                                    | Copa América 2011 (Final)                            |                                                      |
| 49                                                   | 02/09/2011                                           | Charkiv, Ukraina                                     | Ukraina                                              | 2 – 3                                                | Uruguay                                              |                                                      | Träningsmatch                                        |                                                      |
| 50                                                   | 07/10/2011                                           | Montevideo, Uruguay                                  | Uruguay                                              | 4 – 2                                                | Bolivia                                              | 1                                                    | VM-kval                                              |                                                      |
| 51                                                   | 11/10/2011                                           | Asunción, Paraguay                                   | Paraguay                                             | 1 – 1                                                | Uruguay                                              |                                                      | VM-kval                                              |                                                      |
| 52                                                   | 11/11/2011                                           | Montevideo, Uruguay                                  | Uruguay                                              | 4 – 0                                                | Chile                                                | 4                                                    | VM-kval                                              |                                                      |
| 53                                                   | 29/02/2012                                           | Bukarest, Rumänien                                   | Rumänien                                             | 1 – 1                                                | Uruguay                                              |                                                      | Träningsmatch                                        |                                                      |
| 54                                                   | 25/05/2012                                           | Moskva, Ryssland                                     | Ryssland                                             | 1 – 1                                                | Uruguay                                              | 1                                                    | Träningsmatch                                        |                                                      |
| 55                                                   | 02/06/2012                                           | Montevideo, Uruguay                                  | Uruguay                                              | 1 – 1                                                | Venezuela                                            |                                                      | VM-kval                                              |                                                      |
| 56                                                   | 10/06/2012                                           | Montevideo, Uruguay                                  | Uruguay                                              | 4 – 2                                                | Peru                                                 | 1                                                    | VM-kval                                              |                                                      |
| 57                                                   | 11/09/2012                                           | Montevideo, Uruguay                                  | Uruguay                                              | 1 – 1                                                | Ecuador                                              |                                                      | VM-kval                                              |                                                      |
| 58                                                   | 13/10/2012                                           | Godoy Cruz, Argentina                                | Argentina                                            | 3 – 0                                                | Uruguay                                              |                                                      | VM-kval                                              |                                                      |
| 59                                                   | 16/10/2012                                           | La Paz, Bolivia                                      | Bolivia                                              | 1 – 4                                                | Uruguay                                              | 1                                                    | VM-kval                                              |                                                      |
| 60                                                   | 14/11/2012                                           | Gdańsk, Polen                                        | Polen                                                | 1 – 3                                                | Uruguay                                              | 1                                                    | Träningsmatch                                        |                                                      |
| 61                                                   | 06/02/2013                                           | Doha, Qatar                                          | Spanien                                              | 3 – 1                                                | Uruguay                                              |                                                      | Träningsmatch                                        |                                                      |
| 62                                                   | 22/03/2013                                           | Montevideo, Uruguay                                  | Uruguay                                              | 1 – 1                                                | Paraguay                                             | 1                                                    | VM-kval                                              |                                                      |
| 63                                                   | 27/03/2013                                           | Santiago, Chile                                      | Chile                                                | 2 – 0                                                | Uruguay                                              |                                                      | Träningsmatch                                        |                                                      |
| 64                                                   | 05/06/2013                                           | Montevideo, Uruguay                                  | Uruguay                                              | 1 – 0                                                | Frankrike                                            | 1                                                    | Träningsmatch                                        |                                                      |
| 65                                                   | 16/6/2013                                            | Belo Horizonte, Brasilien                            | Spanien                                              | 2 – 1                                                | Uruguay                                              | 1                                                    | Confederations Cup 2013                              |                                                      |
| 66                                                   | 20/6/2013                                            | Salvador, Brasilien                                  | Nigeria                                              | 1 – 2                                                | Uruguay                                              |                                                      | Confederations Cup 2013                              |                                                      |
| 67                                                   | 23/6/2013                                            | Recife, Brasilien                                    | Uruguay                                              | 8 – 0                                                | Tahiti                                               | 2                                                    | Confederations Cup 2013                              |                                                      |
| 68                                                   | 26/6/2013                                            | Belo Horizonte, Brasilien                            | Brasilien                                            | 2 – 1                                                | Uruguay                                              |                                                      | Confederations Cup 2013                              |                                                      |
| 69                                                   | 30/6/2013                                            | Salvador, Brasilien                                  | Uruguay                                              | 2 – 2                                                | Italien                                              |                                                      | Confederations Cup 2013                              |                                                      |
| 70                                                   | 14/8/2013                                            | Rifu, Japan                                          | Japan                                                | 2 – 4                                                | Uruguay                                              | 1                                                    | Träningsmatch                                        |                                                      |
| 71                                                   | 6/9/2013                                             | Lima, Peru                                           | Peru                                                 | 1 – 2                                                | Uruguay                                              | 2                                                    | VM-kval                                              |                                                      |
| 72                                                   | 10/9/2013                                            | Montevideo, Uruguay                                  | Uruguay                                              | 2 – 0                                                | Colombia                                             |                                                      | VM-kval                                              |                                                      |
| 73                                                   | 11/10/2013                                           | Quito, Ecuador                                       | Ecuador                                              | 1 – 0                                                | Uruguay                                              |                                                      | VM-kval                                              |                                                      |
| 74                                                   | 15/10/2013                                           | Montevideo, Uruguay                                  | Uruguay                                              | 3 – 2                                                | Argentina                                            | 1                                                    | VM-kval                                              |                                                      |
| 75                                                   | 13/11/2013                                           | Amman, Jordanien                                     | Jordanien                                            | 0 – 5                                                | Uruguay                                              |                                                      | VM-kval                                              |                                                      |
| 76                                                   | 20/11/2013                                           | Montevideo, Uruguay                                  | Uruguay                                              | 0 – 0                                                | Jordanien                                            |                                                      | VM-kval                                              |                                                      |
| 77                                                   | 5/3/2014                                             | Klagenfurt, Österrike                                | Österrike                                            | 1 – 1                                                | Uruguay                                              |                                                      | Träningsmatch                                        |                                                      |
| 78                                                   | 19/6/2014                                            | São Paulo, Brasilien                                 | Uruguay                                              | 2 – 1                                                | England                                              | 2                                                    | VM 2014                                              |                                                      |
| 79                                                   | 24/6/2014                                            | Natal, Brasilien                                     | Italien                                              | 0 – 1                                                | Uruguay                                              |                                                      | VM 2014                                              |                                                      |
| 80                                                   | 10/10/2014                                           | Jeddah, Saudiarabien                                 | Saudiarabien                                         | 1 – 1                                                | Uruguay                                              |                                                      | Träningsmatch                                        |                                                      |
| 81                                                   | 13/10/2014                                           | Muskat, Oman                                         | Oman                                                 | 0 – 3                                                | Uruguay                                              | 2                                                    | Träningsmatch                                        |                                                      |
| 82                                                   | 13/11/2014                                           | Montevideo, Uruguay                                  | Uruguay                                              | 3–3 (6–7 str.)                                       | Costa Rica                                           | 1                                                    | Copa Antel                                           |                                                      |

| Kronologisk lista över spelade landskamper – Uruguays olympiska fotbollslag | Kronologisk lista över spelade landskamper – Uruguays olympiska fotbollslag | Kronologisk lista över spelade landskamper – Uruguays olympiska fotbollslag | Kronologisk lista över spelade landskamper – Uruguays olympiska fotbollslag | Kronologisk lista över spelade landskamper – Uruguays olympiska fotbollslag | Kronologisk lista över spelade landskamper – Uruguays olympiska fotbollslag | Kronologisk lista över spelade landskamper – Uruguays olympiska fotbollslag | Kronologisk lista över spelade landskamper – Uruguays olympiska fotbollslag | Kronologisk lista över spelade landskamper – Uruguays olympiska fotbollslag |
| Nr                                                                          | Datum                                                                       | Spelplats                                                                   | Hemmalag                                                                    | Resultat                                                                    | Bortalag                                                                    | Mål                                                                         | Evenemang                                                                   |                                                                             |
| --------------------------------------------------------------------------- | --------------------------------------------------------------------------- | --------------------------------------------------------------------------- | --------------------------------------------------------------------------- | --------------------------------------------------------------------------- | --------------------------------------------------------------------------- | --------------------------------------------------------------------------- | --------------------------------------------------------------------------- | --------------------------------------------------------------------------- |
| 1                                                                           | 12.07.2012                                                                  | Maldonado, Uruguay                                                          | Uruguay U23                                                                 | 6 – 4                                                                       | Chile U23                                                                   | 3                                                                           | Träningsmatch                                                               |                                                                             |
| 2                                                                           | 26.07.2012                                                                  | Manchester, England                                                         | Förenade Arabemiraten                                                       | 1 – 2                                                                       | Uruguay                                                                     |                                                                             | OS 2012                                                                     |                                                                             |
| 3                                                                           | 29.07.2012                                                                  | London, England                                                             | Senegal                                                                     | 2 – 0                                                                       | Uruguay                                                                     |                                                                             | OS 2012                                                                     |                                                                             |
| 4                                                                           | 01.08.2012                                                                  | Cardiff, Wales                                                              | Storbritannien                                                              | 1 – 0                                                                       | Uruguay                                                                     |                                                                             | OS 2012                                                                     |                                                                             |

## Familj
Suárez har en äldre bror som heter Paolo Suárez och som spelar för den salvadoranska fotbollsklubben Isidro Metapán. Suárez har en dotter vid namn Delfina, vilket är ett anagram för Anfield. Efter att ha gjort två mål mot Sunderland avslöjade han att han i september blivit far till en son som fick namnet Benjamin.[källa behövs]

## Meriter

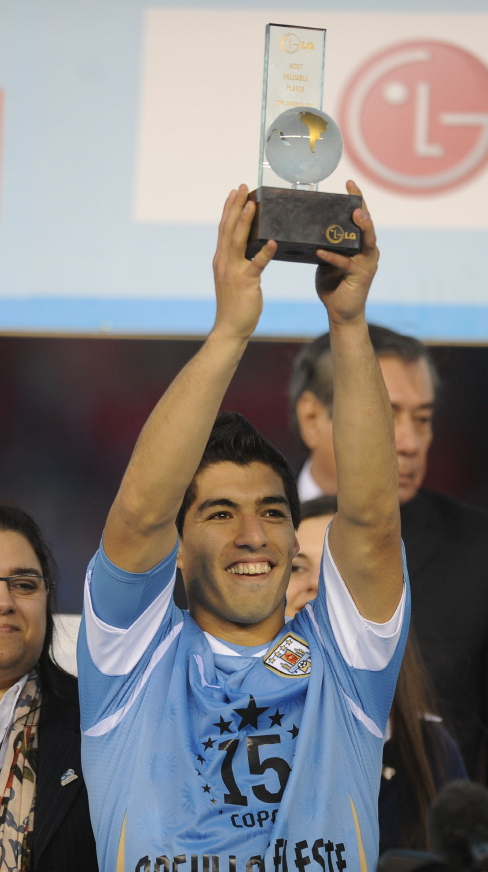
Suárez tar emot priset som turneringens bäste spelare i Copa América 2011

| Uruguay - Copa América (1): 2011 Nacional - Primera División (1): 2005/2006 AFC Ajax - Johan Cruijff Schaal (1): 2007 - KNVB Cup (1): 2009/2010 - Eredivisie (1): 2010/2011 Liverpool FC - Engelska Ligacupen (1): 2011/2012 FC Barcelona - La Liga (4): 2014/2015, 2015/2016, 2017/2018, 2018/2019 - Uefa Champions League (1): 2014/2015 - Copa del Rey (4): 2014/2015, 2015/2016, 2016/2017, 2017/2018 - Spanska supercupen (2): 2016, 2018 - Uefa Super Cup (1): 2015 - VM för klubblag (1): 2015 Atletico Madrid - La Liga (1): 2020/2021 | - Eredivisies främste målgörare (1): 2009–10 - Årets fotbollsspelare i Nederländerna (1): 2009–10 - Årets spelare i Ajax (2): 2008–09, 2009–10 - IFFHS - rankad som främste målgörare i Europa (1): 2010 - Charrúa de Oro - Årets sportpersonlighet i Uruguay(1): 2011 - Turneringens bästa mål vid Fifa Confederations Cup 2013 (mot Spanien) - Årets spelare i Liverpool (2): 2012–13, 2013–14 - Årets spelare i Premier League, utmärkelse av Football Supporters' Federation (1): 2013–14 - FIFA World XI Team 2016 (FIFA:s Världslag) |